# 비스마르크슈트라세역
비스마르크슈트라세역(U-Bahnhof Bismarckstraße)은 베를린 샤를로텐부르크빌머스도르프구 샤를로텐부르크에 있는 U2, U7의 환승역이다. 비스마르크슈트라세(Bismarckstraße)와 빌머스도르퍼 슈트라세(Wilmersdorfer Straße)의 교차점에 역사가 설치되어 있다. 1978년 4월 28일에 개업했다.

## 역사
베를린 장벽 건설로 촉발된 1961년부터 시작된 베를린 S반 보이콧과 서베를린 시역 내에서의 베를린 노면전차 폐선으로 인하여 도시 철도 건설이 대규모로 진행되었다. 추가 건설된 노선은 대형 규격 노선 위주이며, 소형 규격 노선의 신규 건설은 환승역으로 한정되어 있었다. 비스마르크슈트라세역은 U2 노선 건설 당시에는 없었고, 1978년에 환승역으로 새로 개통했다.
7호선의 서부 연장선은 서베를린의 도심으로 환승 없이 진입하는 것이 목적이었기 때문에 기존의 여러 노선과 교차했으며, 이 중 소형 규격 노선은 당시의 4호선, 2호선(오늘날의 U3)과 1호선(오늘날의 U2 일부)이었다. U2 노선과의 교차점은 도이체 오퍼역의 서쪽으로 380 m 떨어져 있었다. 역간거리가 짧음에도 불구하고 다른 환승역이 없었기 때문에 새로운 역사가 건설되었고, 기존 역사도 계속 유지되었다. 건설 시작을 위해서 도이체 오퍼역과 당시의 리하르트바그너플라츠역을 이었던 셔틀 노선(당시 명칭 5호선)의 영업이 1970년 5월 2일에 중단되었다. 이 구간은 향후 7호선으로 대체된다.

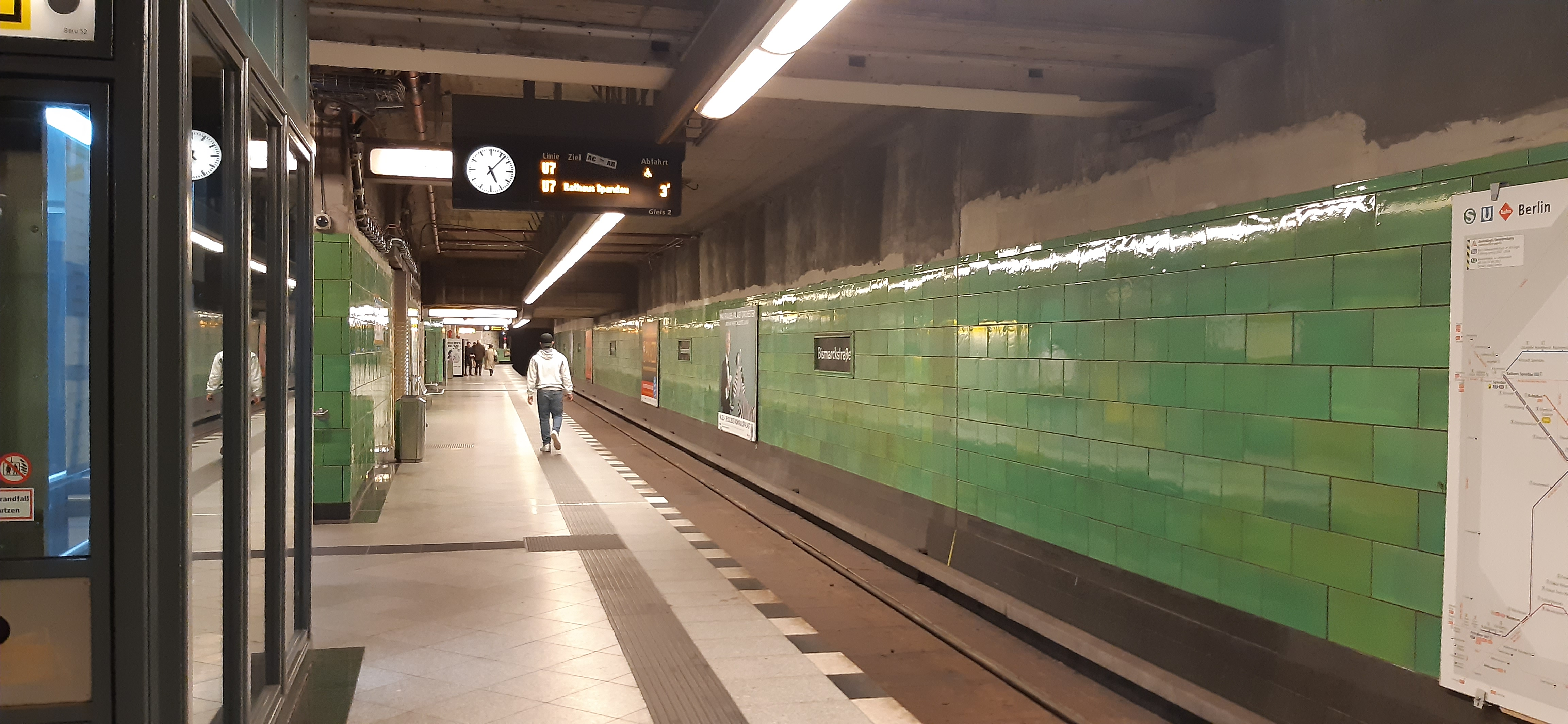
보수 공사 중의 하부 U7 승강장, 2022년 10월

건설 당시 70년간 사용되었던 1호선 지하 터널 구조물은 강화 처리가 되지 않은 콘크리트로 건축되었고, 당시 BVG는 이러한 구조물을 개축한 경험이 없었기 때문에 전체 구조물을 철거하고 철근 콘크리트로 새로운 지하 구조물을 건설하기로 결정했다. 따라서 두 노선의 승강장은 십자로 교차하게 되었다. 하부 U7 승강장은 길이 110 m에 폭 4.5 m인 섬식 승강장으로 지어졌다. 반면 상부 U2 승강장도 섬식으로 건설하려면 역 진입과 진출 궤도 경로 변경이 불가피했고, 이에 따라서 공사 기간이 증가하는 것이 불가피했기 때문에 상대식 승강장으로 지어졌다. 또한 상대식 승강장은 U2 연선 상에서 상대적으로 자주 사용되었다. 당시 베를린 교통부에서는 비스마르크슈트라세라는 역명을 선정했다. 1961년까지는 도이체 오퍼역이 비스마르크슈트라세역으로 불렸고, 1978년까지는 부역명으로 사용되었기 때문에 혼동의 여지가 있었다.
원래의 역사 설계는 라이너 륌러가 담당했다. 하부 승강장 기둥은 알루미늄 패널로 마감했고, 승강장 벽면은 흰색 금속 패널로 마감했다. 이와 대조되도록 역명판은 검은색 테두리로 마감했다. 상부 승강장은 녹색과 노란색을 주 색상으로 사용했다. 역명판은 하부 승강장과 비슷하게 보색인 빨간색 테두리로 마감했다. 7호선 연장과 신규 환승역은 1978년 4월 28일에 개업했다.
1990년 5월부터 엘리베이터 운영이 시작되었다. 1993년부터는 상부 승강장에서 슐레지셰스 토어역 방면 구 U1 노선의 운행이 중단되었고, 팡코 방면 U2 노선의 운행이 시작되었다.
2009년 여름부터 2010년 초까지 역사 일부 공간이 개수되었다. 이 과정에서 벽면 일부와 조명 시설이 교체되었다. U2 승강장의 상하행 선로 사이의 벽면에는 원시림을 소재로 한 벽화가 칠해졌다. U7 승강장에는 점자 블록이 설치되었다. 설치 당시에는 검은색이었으나, 개수 과정에서 바닥면에 밝은 색을 사용하기로 결정하면서 회색으로 변경되었다. 엘리베이터가 설치되어 있었음에도 불구하고 일부 엘리베이터 방면으로는 점자 블록이 설치되지 않았고, 개수 과정에서 완전히 설치되었다.
2013년 BVG에서는 역사 전체 개수를 계획했고 1280만 유로 예산을 배정했다. 엘리베이터, 대합실, 계단, 에스컬레이터 개수가 예정되어 있다. 개축 과정에서 페트라 칼펠트(Petra Kahlfeldt)와 파울 칼펠트(Paul Kahlfeldt)의 설계안이 채택되었으며, 초기 구조에서 승강장별 색상을 다르게 했던 것과는 다르게 양 노선 모두 녹색 타일로 벽면을 마감하기로 했다. 원래 완공 예정은 2019년이었지만 2023년 4월까지 연기되었다.

## 인접 철도역
| 베를린 지하철 2호선                           | 베를린 지하철 2호선 | 베를린 지하철 2호선             |
| --------------------------------------------- | ------------------- | ------------------------------- |
| 조피샤를로테플라츠 룰레벤 방면                | U2                  | 도이체 오퍼 팡코 방면           |
| 베를린 지하철 7호선                           |                     |                                 |
| 리하르트바그너플라츠 라트하우스 슈판다우 방면 | U7                  | 빌머스도르퍼 슈트라세 루도 방면 |